# スタンダード靴
スタンダード靴株式会社（スタンダードくつかぶしきかいしゃ、英: Standard Shoe Corporation）は、日本の戦前および戦後における5大紳士靴メーカーの1社である。旧野村グループ傘下。
1998年に一度民事再生の上で清算され、その後元社員により復興され現在に至る。 

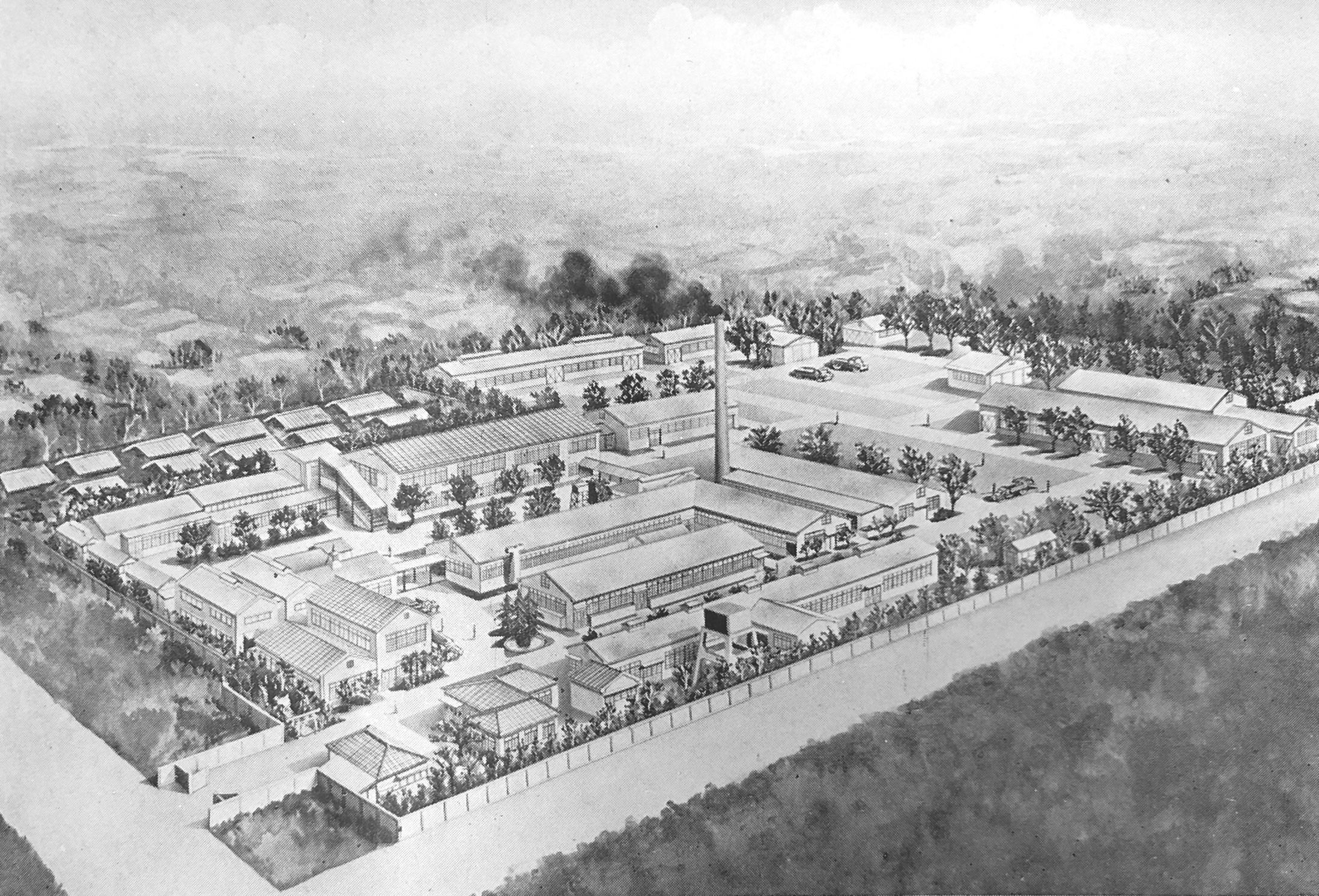
1960年代　西新井本社工場

## 概要
1924年、「東京スタンダード靴株式会社」として後に運輸大臣になる宮澤胤勇によって創業される。1927年に野村合名会社（後の野村ホールディングス）の援助を受け野村傘下に入る。1928年6月より商号を「スタンダード靴株式会社」と改称。第二次世界大戦下は敵性語禁止により一時的に「野村製靴」と名称を変更したが、終戦後の1946年2月にスタンダード靴株式会社に再び社名を戻す。本社は東京都足立区興野。東武バスのバス停に「スタンダード前」（現興本センター前）も存在していた。戦前も戦後もマシンメイドの紳士靴5大メーカーの一角をなしており大日本帝国陸軍の編上靴及び自衛隊の短靴納入業者のひとつでもあった。企業内学校として1947年に「スタンダード製靴学校」を開校し、学制改革を経てスタンダード高等学校として1979年まで存続した。1998年2月24日、スタンダード靴株式会社は民事再生法の適用を申請。事業は株式会社スタンダード・ホールディング（代表者:積山洋治）に引き継がれたが、スタンダード・ホールディングは2003年7月9日、破産の申し立てが行われた。その後入札により有限会社ニュースタンダードに商標などは移管されたが、再び清算。本社と工場は破産後に全て解体撤去され、現在跡地は一般民家と興本地域学習センター、興本体育館の駐車場に転用されている。
その後いくつかの会社を経て、現在元社員の手により復興される。

## 歴史

### 創業前夜〜第二次世界大戦前
1921年 - 創業者である宮澤胤勇が明治製革（株）会社取締役に就任。
1922年 - ロシア帝国の崩壊によって大損害を受けた明治製革は経営者間での対立が起こり、9月に大手町日清生命ビル3階永楽クラブで臨時株主総会を行い､社長の浦辺襄夫､重役の鈴木重成､福島松男､宮澤胤勇は退任となった。宮澤はその後桜組工業の再興に専念していた。
1923年 - 関東大震災。復興景気による靴の需要が増加。宮澤は靴業界進出を決める。出身大学である早稲田大学の交友を中心に設立資金を集める。
1924年 - 東京府足立郡西新井村に製靴工場を建設開始。機械の買入れや制作の研究のために前田良吉と百瀬唯一を派遣。この時にポートランドの靴工場で宮崎伊助（アメリカ屋靴店創業者）と出会う。桜組工業の熟練工を中心として工場従業員を集める。
1924年10月20日 - 東京スタンダード靴株式会社（公称資本金50万円・払込資本金25万円）を設立。同年11月から甲裁断を開始する。11月18日に初のグッドイヤーウェルトの靴が18足できあがる。東京市日本橋区小伝馬町に営業所ができ、三越に最初の靴を納品する。
1925年 - 営業所を東京駅前丸の内ビルディング3階に移転。丸ビル2階の商店街部に直営売店を設置。東京市内の靴販売一流店10軒とともに「スタンダード靴チェーンストア」を組織する。
1927年 - 運転資金のさらなる必要性が生じたため「野村合名会社」の援助を要請。野村徳七との会談を経て経営陣を刷新、野村傘下になる。本店を丸ビルに移す。
1928年 - 大阪出張所を大阪高麗橋野村ビルに設ける。6月28日に「スタンダード靴株式会社」に改称する。
1929年 - 昭和恐慌により販売が不振。丸ビルにあった本店を西新井工場に移転。全国的に拡大していくスタンダード靴チェーンストアの売れ筋を「リーダー」靴として改称して販売。
1930年 - 宮澤胤勇が衆議院議員に当選する。スタンダード靴チェーンストアが1千店に達する。手工業（9分仕立て）との競争のほか千代田機械製靴株式会社（後にリーガルに吸収）とのシェア争いが激化する。当時アメリカより輸入されていたU.S.ラバーの開発したアスカイド底よりも摩擦試験の成績を超える底材「ボストン底」を開発。
1931年 - 木型ST35を使用した新ブランド「リンカーン」を販売。秋に新木型「ST50」を使用した後にベストセラーになる「フーバー」を発売。「フーバー」シリーズは、第31代アメリカ大統領だったハーバート・フーヴァー（Herbert Clark Hoover)にあやかって名付けられた。「モダーン靴」「メトロ」など新商品を投入。靴クリームや子供靴に続き、武川ゴム株式会社との「コマ印（オリンピアン）」ゴム製品の代理店契約する。東京営業所を日本橋際野村ビルへ移し東京丸ビル売店を閉鎖する。
1933年 - 製造主任であった磯畑弘太郎がアメリカのショール博士（Dr.William M Scholl ドクターショール創業者）の著書『ザ・ヒューマンフット』を翻訳。スタンダード靴商報に連載され靴業界の発展に寄与するとともにスタンダード靴は健康志向の靴を他社よりリードすることになる。木型ST57（セントリー）を開発。山陽皮革会社にココア色の皮革を依頼、茶系が流行する。
1934年 - 底付け部門に世界初となるベルトコンベアーシステムを導入する。「新日本ボックス」という普及型グッドイヤーウエルト製法を開発、これが大ヒットを記録する。総革裏の高級紳士靴を「ミシガン」として販売。創業10年にしてグッドイヤーウエルト専門メーカーとして生産足数も初年度の3倍以上である11万足を製造するまでに拡大していた。
1935年 - 新「リーダー」靴を開発。大阪営業所が支店に昇格。機械式製法の先駆者であった神戸屋製靴株式会社の機械を一式買取る。第三工場を建設に入る。
1936年 - ベルリンオリンピック。日本選手団がコンビのスタンダード靴「ST55」を着用。また、ガルミッシュ・パルテンキルヘンオリンピックに参加した山田銀三、山田伸三を招いて高級スキー靴も開発した。この年に「スタンダード製靴学校」を創設。校長には磯畑弘太郎が就任した。
1937年 - チェコスロバキアのバチャ(BATA)製靴工場のヤン＝バチャが来日。スタンダード靴工場を視察する。支那事変が勃発し、陸軍被服本廠より大量の軍靴の注文が入る。野村家家長、野村徳七が本社工場視察。　
1938年 - 軍需工業動員法に変わって国家総動員法が発令。1月15日に陸軍管理工場に指定される。

### 第二次世界大戦勃発
1939年 - ドイツ軍がポーランドに侵攻。第二次世界大戦が始まる。皮革統制会社が設立。製靴業への材料配給が厳しくなる。
1940年 - 本社工場の底裁断部から出火。240坪を焼失するも、国家の非常時として復旧作業に入り、20日後には全行程が復旧した。大阪では皮革統制などで軍靴製造工場が減少しており大阪被服支廠から軍靴の増産を命じられる。大阪専属工場は敷地が狭く拡大の余地がないため「いろは靴」で有名だった蜂工業株式会社を買収し軍靴製造にあたった。
1941年 - 国民の戦意高揚策の一環として英語の敵性語廃止を指導。3月末に商号を「野村製靴株式会社」に変更することになる。買収した蜂工業を「淀川工場」と改称。従来の大阪専属工場も西成工場として設備増強。日産1200足まで増産が可能になった。これにより軍靴生産は東京・淀川・西成・奉天。民需は堀切・淀川の一部で行われることになった。
1942年 - 陸軍被服本廠の指導のもと野村製靴・日本製靴・亜細亜製靴・千代田機械製靴・大塚商店・子宝靴工業・桜組工業・東京製靴で満州に「東亞製靴株式会社」を設立。野村製靴が主な経営にあたることになったため野村製靴奉天支店を統合した。また、無鉄軍靴の製造のために陸軍被服本廠指定ゴム工場であった「安西ゴム工業所」を買収した。この頃民需の製造販売が先細りになり、堀切工場では海軍の文官靴を淀川工場では大塚商店の海軍水兵靴の下請けを請け負っていた。
1944年 - 工場を疎開させるために、地方の女学校校舎を工場化する「学校工場」が開設されるようになる。栃木県足利高等学校家政女学校の生徒450名を動員して防寒靴を製造開始し、埼玉県越ヶ谷高等女学校302名も動員。無鉄軍靴を生産した。大阪でも淀川工場にて奈良県女子挺身隊・大阪市立扇町高等女学校学徒報国隊の応援を西成工場では岡山県落合高等女学校を工場化して軍靴の生産を継続した。
1945年 - 広島被服支廠の下請け加工専門工場であった「大橋工業株式会社」と合併。広島支店工場（通称は野村製靴大橋工業工場）とした。東京大空襲のために千代田機械製靴・大塚商店・東京製靴・日本製靴は焼失したが、西新井にあった本社工場は被害は少なかった。これにより軍指導のもと工場疎開が本格化。各工場が桐生・足利・勝山・可部などへ疎開を始める。8月6日、大橋工業工場（広島支店）は原爆投下により焼失、十数名の犠牲者を出してしまう。また、東亞製靴奉天工場の就労者もソ連軍に抑留されシベリアに拉致される。終戦を迎える。
11月6日 - GHQは野村財閥を含む15財閥を対象として第一次財閥解体を指令する。更に24日には財閥の子会社を含む336社の活動を規制する制限会社令を発令した。これにより「野村製靴株式会社」も制限会社となる。

### 終戦
1946年 - 2月に戦中の敵性語禁止のため変更していた「野村製靴株式会社」を再び「スタンダード靴株式会社」に戻す。6月に成立した第一次吉田内閣は8月11日をもって戦時保証を打ち切った。これにより損失を受けた会社を「特別経理会社」に指定した。これによりスタンダード靴株式会社は「制限会社と特別経理会社」の二重の規制の中で野村財閥のバックアップもなく厳しい道を歩くことになる。これまでスタンダード靴以外の商品を主に取り扱う卸会社「ヤマト商事」を設立し、磯畑の盟友である荻津完（婦人靴製造販売で後に有名になる株式会社オギツ創業者）が入社する。また、西日本でも同時期に「アサヒ商事」が大阪して敷地内に設立された。この年、長野県にあった川岸工場（創業者宮澤の生誕の地）は失火により焼失した。

### 昭和天皇夫妻に靴を献上
昭和天皇が物資不足の中修繕した古い靴を履いておられるということを聞きつけ、東京本社工場にて製造した秘蔵の甲革を使用したグッドイヤーウェルト製法の靴を11月18日に献上する。献上靴を喜んだ昭和天皇は「皇后にも作って差し上げよ」と発言した。このことが宮中で話題になり、戦後一度も笑顔を見せずにいた天皇を慰藉した靴会社に礼が言いたいということで、終戦当時首相であった鈴木貫太郎が本社工場に来訪した。
1947年 - 足立区高野町の養成部工場をスタンダード製靴学校とすることで文部省の許可を得て、7月に開校した。この年の7月大型台風のキャスリーン台風が関東に上陸。皮革工場・製靴工場が大きな被害を受ける。足利工場は浸水による操業不能になり、埼玉の幸手工場では水死体が流れ込むほどの浸水であった。これにより戦時中に設けられた分工場はすべて消滅した。また、ヤマト商事は50万円に増資し、製靴機械メーカーと特約契約を結び製靴機械の納入を始める。中底溝切機や釣込機などを自社工場で製造を始めたが、製甲ミシンが不足していたため、蕨工場で製甲ミシンの製造を始める。これが国内有数の靴機械メーカーである「リーダー靴機械株式会社」の始まりである（会社名はスタンダードの商標であるリーダーから命名）。
1948年 - 米国による対日占領政策は急速に緩和し始める。企業再建整備計画許可申請書を日本銀行に提出。ヤマト商事も靴の配給取扱業者の資格を取得。
1949年 - ドッジ・ライン（財政金融引き締め政策）制定。1月25日に企業再建整備計画が認可され、PX（進駐軍関係向けの食料品雑貨・衣料・身回り品）向け特注を受注し外国人向けの製品の製造に入る。統制緩和による近い将来の商戦のために日本橋野村ビルに店舗と東京営業所、またヤマト商事東京出張所も併設した。5月には特別経理会社を6月には制限会社の一覧より削除されることになり、来るべき自由競争の時代を迎えるための体制作りが完了した。専務であった磯畑弘太郎が社長に就任する。
1950年 - 1月19日に牛革の配給統制が撤廃、5月12日に「革及び革製品の価格統制」が撤廃される。これにより1937年以降続いた民需用革靴輸入禁止令以降、戦中・戦後・統制期間を経て革靴の自由競争時代に突入することになる。東京本社管轄の商区は本社営業部が、流行の激しい高級婦人靴・子供靴などはヤマト商事が、大阪商区はアサヒ商事が担当し統制撤廃に備えていた。販促活動としてウィンドーステッカーを配布。「スタンダード靴ニュース」を復刊させ靴業界のトレンド、新製品紹介などのサービスに努めた。5月12日にいよいよ価格統制が廃止され自由競争の幕が切られた。

### 朝鮮戦争特需
1950年6月25日に朝鮮戦争勃発。戦略物資需要が拡大し製靴業界もこの特需を受けることになる。これは米国製軍靴を韓国軍将兵用に改造し米陸軍第8調達部に納品した。日本の窓口を大塚製靴が一括で引き受け業界各社に製造を依頼する形になった。本社工場のみの作業では納期を逸する可能性があるのでスタンダード高等学校の生徒全員を全て動員し改造靴の受注にあたった。1950年9月から半年だけで改造靴生産高は全生産足数の27%（33,568足）生産金額は10%（18,462,400円）に達した。
11月、東京都経済局の肝いりで東京都製靴連盟（のちの東京都靴連盟）を結成。戦争による製靴業10年間の空白を埋めるため技術の向上と購買力増進のために「第1回東京都製靴技術競技大会」と「東京靴まつり」を開催。機械靴部門で特選を受賞。第2回技術競技大会では特選知事賞を受賞した。政府派遣の重要17産業の視察のために元代表の宮澤胤勇が渡米。インターナショナルシュー社とエンディコット＆ジョンソン社を訪問。両社共に所有する履物博物館に日本の古代から続く靴を寄贈することを約束する。
1951年 - 自由競争の時代に突入し競争力のないメーカーは次々と脱落していった。あくまでも大衆向けを中心として構成していくことを決定し、大衆向けを60%、中級品を20%、高級品を8%、婦人靴を12%の商品構成で大衆受けするデザインのみを選定して製造した。販売網も特に戦前からの得意先が復興し全国的な販売網も完成しつつあった。更なる事業拡大のために20万株の株主割当による増資を行い、増資後の資本金は2千万円に至った。7月より販売方針を策定。それ以降二つに大別して販売することになる。
クリッパー級：全国の小売価格を統一し一般大衆をターゲットにする。日刊新聞（朝日・毎日・読売）などに広告をうち店頭で訴求していく。この制度をより確実にするために「スタンダード靴チェーンストア」を結成した。
イースタン級：「イースタン」特選「ウェスタン」「アップタウン」「スタンフォード」などの商標類はデザイン甲革技術などに重点を置き小売価格も各店頭・取引先により地域特性などを考慮しつけていく。

### スタンダード靴全国チェーンストア結成とスタンダード高等学校設立
1952年 - 経済は輸出の停滞と繊維関係の不振で不景気と株高に陥るが、原皮輸入の自粛により革価格が安定し在庫も随時消化された。製靴業界も稼働率が高まり婦人靴は倍増した。この時期、磯畑専務が終戦後に密かに構想していた2つの方針を実現し売上高を年間5億から10億にする「売上高倍増運動」を推進した。1つはすでに「ヤマト商事」「アサヒ商事」で確立された婦人靴の進出であり、もう1つはスタンダード靴の全国的な販売網の確立であった。まず会社の体質を強化するために株主割当による増資、新資本金を5千万円にした。その上で東京本社・大阪支店にあった営業区分を廃止、全国一本化。営業部を営業部（販売）業務部（企画・宣伝・統制）へ分割する組織とした。製造部は本社工場（西新井）・高野工場・大阪工場の3工場を同一指導のもと技術水準を一元化した。本社工場には特選工場を設けて優秀な商品群を提供。紳士靴の小売価格を2500円から5000円までを取揃えることになる。この年、統制直後には3億6500万円（純利益951万円）だった売上も5億1000万円（純利益1646万円）まで拡大した。8月に筆記体の新商標「Standard」が作成される。「ヤマト商事」の代表取締役であった荻津完が、卸業経営の基礎ができ前途の見通しもついたことで独立「オギツ商店」を旗揚げした。
1953年 - 後に10年以上のヒットを続ける「フーバー外羽根 ST10」が販売される。この中丸ラスト「ST10」は磯畑社長の指揮のもと小泉木型製作所・本社製品研究室との間で試行錯誤の上に完成された。この新木型の誕生とともに明治製革の苦心作である「ガラス張りクローム革（改良型）」を使用し「フーバー」という戦前のヒット商品の商標を復活使用した。新ブランドマーク「Standard」が秋から採用される。昭和ゴム社と米国デュラライト社と技術提供して国産合成ゴム底「アベックス」を発表する。この年東京や近畿・京阪神など全国17地区に渡るブロック会ができチェーンストア構想が実現した。スタンダード高等学校の第一期生を募集開始。名古屋福岡の両営業所が支店へ昇格。
1954年 - 4年生昼間定時制高校としてスタンダード高等学校が設立される。一般教科の他に建坪250坪の付属工場を完備し、裁断・製甲・底付・仕上を実習した。世間的には神武景気で好景気とされているが、朝鮮戦争の休戦により国内景気は後退、後半には極端なデフレ状態になってしまい、国内需要は後退した。これに伴い4月30日に千代田機械製靴との合併が成立。新会社名を「ユニオン製靴（社史記述＝東邦製靴）株式会社」とすることが決定した。1951年に千代田製靴は米国のゼネラル社と「ジャーマン」の国内ライセンス生産を承諾させており、更なる増産体制が必要であった。この辺りも両社が合併に踏み切った一因だった。しかしスタンダード靴の名前がなくなることは忍び難いという野村側の意見により合併話が急速に冷え込み11月28日に合併契約解除承認が可決される。この件で磯畑は代表取締役を辞任する。
1955年 - 池田和夫が代表取締役に就任。国内景気は財政金融引き締めで物価下落し購買力の低下から、売上高が5億3400万円で6400万円の減収となり戦後初の赤字になる。コスト削減のために淀川工場人員は200名から72名に縮小。本社工場も生産体制の再構築を行った。日本生産性本部が発足し、各業界が海外への視察を強化している中、靴業界からも前社長の磯畑弘太郎を団長として米国への視察団を結成。全米各地の製靴工場、機械製造会社、木型製造会社、化学薬品会社、靴販売業社などを視察した。

### メルボルンオリンピック日本選手団が着用
1956年 - 経済白書には「もはや戦後ではない」とまで記され、神武景気が靴市場にもやっと影響を及ぼし始める。しかし三倉商事、七星産業など靴問屋大手が倒産するなどの事態も発生していた。そんな中スタンダード靴チェーン会の強力な支援により「フーバー」「カーネル」「イートン」など紳士靴は好調に推移した。「フーバー外羽根 ST10」は売り上げトップだったが、さらに新型も9型発表した。その他に10月に社の研究室の苦心作である「ロートップ（口周りが広いイタリアンカット）」シューズが大変好評を得る。しかし婦人靴製造は多様化するデザインなどに対応できず前年より中断し仕入れ販売で対応していた。その結果「ヤマト商事」「アサヒ商事」における婦人靴は順調に伸びていった。この年「ヤマト商事」の協力会社によって構成されているヤマト会の1社である「パラマウント製靴株式会社」の業績が悪化した。窮地の一助にするために社の既存販売ルートに「Paramount」ネームの商品を投入することで取引を行うことにした。パラマウント製靴の発行株式の4万株（社として1万株・池田和夫と勝芳真(ヤマト商事社長)が各1.5万株）も取得した。ラジオ東京「ガイドタイム」にCM、文藝春秋・朝日新聞などに深沢邦朗制作による広告を積極的に打った。この年オーストラリアで開かれた第16回オリンピックメルボルン大会へ出場した日本男子選手団は「マイトST33ボックス」を着用した。スタンダード高等学校が10周年を迎える。宮澤胤勇が運輸大臣に就任（石橋湛山内閣）。
1957年 - 神武景気は国際収支の悪化により急速に冷え込み「速すぎた拡大とその反省」と言われるなべ底不況に突入する。
1958年 - デフレの影響下で消費者は財布をしめたが靴の消費は増加を続けた。チェーン会の活動をさらに活発化させ消費の掘り起こし新商品も充実した。「リンカーン ST12」「エール ST10」「ミシガン ST33」などのタウンシューズに加えカジュアルデザインの「ミラノ ST61/ST69」が投入される。12月に淀川工場内にあった大阪支店を大阪市東区安土町2−1へ移転した。
1959年 - 景気回復の兆しも出てきたが海外原皮相場のジリ高の傾向が強まった。主力製品に加えさらなる新商品を投入、春の見本市では6億円を突破するという未曾有の好成績を収めた。しかし皮革市場がますます悪化し、相次ぐ皮革の値上げに抗しきれず4月に価格改定せざるを得なくなった。広告やサービス面で販売店の負担軽減に勤めたが革の値段はさらに上昇し再び6月に価格改定せざるを得なかった。この年伊勢湾台風が上陸、甚大な被害に達した中、救援物資として社として靴を送った。一方で秋冬物の見本市では買い控え傾向が目立ったため5億8000万円にとどまった。しかし10・11月には注文が殺到し工場もフル稼働状態になる。フォーマルな内羽根に凝ったデザインが市場を賑わす結果となった。セメント圧着や合成底もこの年から増加傾向になった。
1960年 - 岩戸景気。ダッコちゃんが大流行したこの年、「ST10」木型を中心に19型を用意した。エルク・シュリケンやアニリンカーフが登場。このソフトな革はグッドイヤーのみならずマッケイ・セメントなど紳士靴の新しい消費を生み業界内でも「靴ブーム」と言われるほど需要が需要を呼び戦後の黄金期という活況を生んだ。この年に北海道地区では代理店契約を結んで販売する方法がとられていたが、道内の月星化成やアサヒゴムの代理店でもあった山久実業株式会社が倒産した。これに伴い地盤と一部人員を引き継ぎ「札幌営業所」を札幌市南2条東2丁目18に他社に先駆けて開設し直販体制を強化した。

### 米国インターナショナルシューカンパニーと技術援助契約を結ぶ
1961年2月5日　フローシャイム(FLORSHEIM) ・ランド・ジョン C ロバーツなどのブランドを配し、91の製造施設・タンナー・倉庫を所有、33,000人を雇用していた米国最大の靴メーカーのインターナショナルシューカンパニーとの技術提携を結ぶことを東京帝国ホテルにて発表した。この会で池田代表取締役は「日本の靴業界の発展に寄与したい。我々はインターナショナル靴会社の模倣にとどまることなく弊社の商品に反映せしめる事が定型の意義である。技術的に追いつきやがて追い越すこと心構えを有している」旨を述べた。
同年の3月21日から「ウィンスロップ（WINTHROP）」を発表する。米本国商品と同様にフェザーペッド・アクションフリー・シャドー仕上げなど全く新しい機能や製法を採用し製品化へ万全を期した。また、品質管理において技術部検査課は本社・淀川・高野工場の職制を対象に「品質ニュース」「製研ニュース」を月2回発行し品質向上を徹底した。スタンダード靴チェーン会や有力百貨店用の優先販売品の5000足を含む、足入れの良い優秀な木型9型をベースに19型の新作を用意した。インターナショナルシュー社からの製造技術、広告宣伝、販売技術の各種指導に一定の技術料を払うことになっていたが、通産省から支払いに対する外貨割当許可を得るために大変な苦労があった。
この春の新商品から多彩なるデザインに対応するために製品番号を表示すること（製品番号制）になる。岩戸景気による好景気は紳士靴に多彩な素材・デザイン・スタイルを求めた。そのため「ウィンスロップ」を除いても40型という豊富なラインナップになった。
1962年 - 経済成長率が14%から7%に低下したこの年、靴市場は競争激化したが広告の面では各社が共同歩調をとった。サンデー毎日では「大塚製靴」「日本製靴」「千代田製靴」「スタンダード靴」の機械靴4社が毎月第4週号に共同広告を出したりした。また、それとは別に単独で深沢邦郎画伯の原画によるTVCMを午後8時台のゴールデンタイムや天気予報に提供。ラジオでもデッカホニットアワーという音楽番組などにも提供、「週刊朝日」「朝日新聞」「メンズゴーウェア」など雑誌媒体、新聞も強化した。名古屋営業所・広島営業所を開設。これにより本社・大阪・福岡・札幌・名古屋・広島の販売6拠点が整備されたことになる。春の革靴製協見本市では3日間で20億6173万円の売り上げを記録する。この年に池田代表、箕輪技術部長は米国欧州へ出張する。ウィンスロップを製造しているカークスビル工場とインターナショナルシュー社の傘下、当時世界最高峰の靴工場であったフローシャイムの工場も視察した。「ヤマト商事」創立15周年。新商品にイタリー調のマッケイ製法「フロンティア」と婦人靴「ダーリン」が追加される。本社工場を増設。これにより多品種少量生産への体制づくりと、生産能力を50%拡大する事が可能になった。東京丸井百貨店で「世界のトップマークシューズ大会」が開催される。「ウィンスロップ」「リーガル」「フリーマン」「マレリー」などが並んだが飛び抜けて「ウィンスロップ」は好評を博した。インターナショナルシュー社のシェイファー副社長が来日。明治製革とフランスアンリーボッケ社との技術提携によって新開発した防水性と柔軟性を強化した酸化ジルコニューム鞣しによる新底材「メイジ・リクソン」底を開発。9月1日より都内三越（日本橋・銀座・新宿・池袋）の協力により「リクソンシューズ」として販売された。国電を中心とした中吊り広告などを実施し一定の成果を得られたので11月より全国的に販売を開始した。淀川工場が日本工業規格表示許可工場（JIS）に認定された。
1963年 - 前年の増資計画により新資本金が2億円に変更。春の見本市では「ウィンスロップ」10型、メッシュを中心に「フロンティア」も13型にまで広がった。定番の「スタンダード」ネームもアンティーク仕上げを確立し「315」は多くの注文を受注した。この年から全ての媒体において積極的に広告戦略を打つことになった。それまでのキャッチフレーズであった「靴はこのマーク」から「午後3時の靴」に変更、新聞広告には「午後三時の靴＜午後三時＞大きく膨らむ時間です。足を研究して四十年。スタンダード靴は朝、昼、夜の変化を靴づくりに取り入れて来ました。いつもしっくりした履き心地とお好みのスタイルを揃えたスタンダード靴、靴はスタンダードのマークをお選びください。」と併記された。この年、ABR（アサヒ・ブランド・リサーチ）という朝日新聞の市場調査員を動員した23区内の消費商品調査が行われた。紳士靴ブランドにおいてサンプル数870・有効回収率84.9％という中、スタンダード靴は第1位に輝いた。（1位スタンダード靴 24.7%　2位日本製靴19.2% 3位大塚製靴7% 4位チヨダシューズ5.3% 5位ワシントン1.1%）。本社工場に採用された新中卒者は150名を越した。仙台営業所・静岡営業所を開設した。
前年に来日したシェイファー副社長から「ウィンスロップ」用のコンチネンタルスタイル新木型が4型提供されたので、6月より新商品を11デザインを発売した。これにより6月から9月に「ウィンスロップ」シューキャンペーン期間と定め取引先全店にポスターを配布、朝日新聞・北海道新聞・河北新報・秋田魁・新潟新報・中部日本・中国新聞・週刊朝日・週刊新潮・文藝春秋などに積極的に広告を打った。キャッチフレーズは「Flying from NewYork 五番街紳士」を採用した。人気ドラマの映画版「七人の刑事ー女を探せー」に靴を提供し門前仲町の明石屋靴店でロケ撮影された。7月27日に新工場が稼働始める。底付け方法がラック式からモノレール式に変更され製甲工程にもコロコンベアーによる運搬方式に変更された。12月23日に東京営業所を神田合同ビル（千代田区神田鍛冶町1-3）に移転する。

### 最高峰「スタンキング」が発売。東京オリンピック選手団に採用される
1964年 - 業界の発展のためにそれまで7団体あった業界団体が連合統一し「東京靴製造団体連合会(通称 靴団連)」が結成され、社長の池田和夫が初代会長に任命される。念願の革底セメント靴の開発に成功し「フロンティア」が発売された。セメント製法の靴の利点はコストダウンもさることながら、当時流行であったマッケイ製法では使用できないつま先が薄い木型も採用することができる利点もあった。セメントに相性の良い銀付きスムースのラマカーフ（日本皮革製）と特殊中底・セミソフトソールを採用した。淀川工場がJIS認定工場の許可を得る。
秋冬の新商品として新商標「スタンキング」が発表される。格式高い本格派フォーマル及びビジネスシューズとして商標の通り最高級ラインという位置付けで販売される。グッドイヤー製法を中心にマッケイ製法を配し、新木型「ST84」「ST86」を採用、上代4800〜5000円のスタンキングデラックスと3500〜4500円のスタンキングの製品群を用意。この販売に当たって「SK作戦」というスローガンを旗印に宣伝販売に当たった。10月10日から24日まで東京オリンピックが開催され日本選手団の男子選手団は当社の開発製品「スタンキング9920 ST85」の甲革色を白に変更したモデルだった。スタンキングは瞬く間にフロンティア・ウィンスロップに並ぶ主力商品になったが。特にオリンピックの影響もあって「9920　ST85」は本社工場の生産能力を超えるほど受注が入り、淀川工場の底付ラインも使用するほどであった。
1965年 - 高度成長が終止符を打ち昭和四十年不況に突入し靴業界にも影響を与え始める。経営不振の理由はセメント製法の普及による過剰生産であった。このため生産部門を数日間の生産停止にしたりと在庫調整をはかったがこの年の決算は減収減益（売上高26億3600万円 7%減）昭和三十年以来の赤字となってしまった。この秋業績回復のためにアペックス底高級セメントシューズの新商標「ハイスタン」を投入。また、イタリアンコンチネンタルデザイン「リトリコルック」を投入した。この靴はグッドイヤーとマッケイで展開されたが、甲材には人工皮革「ハイテラック」が使用された。
1966年 - この年新商品として「スタンフレックス」が発売される。この靴の特筆すべきことはその2種類の製法である。服装の軽量化が一般化し合成底や底の薄い革底が好まれる傾向を取り入れグッドイヤー製法の丈夫さとセメント製法の軽快さを併せ持つGC（グッドイヤー&セメント）製法を採用。これを「キングウェルト製法」と称した。また、NG（ネオグッドイヤー）製法と呼ばれる、グッドイヤー製法にキングウェルトに採用されている芯なしのリブテープを使用したかえりの良さを強調した靴となった。フランスコンチネンタルデザインの雄であるピエールカルダンとのサブライセンス契約を結ぶ。2月4日に全日空機が羽田沖で墜落。乗客133名が亡くなったがこの中にスタンダード靴懸賞当選招待客と東京ブロック会長丹波徳太郎などが巻き込まれてしまう。この年はさらに悲報が続く。6月2日午前11時32分に創業者である宮澤胤勇が79歳でその生涯を閉じた。
1967年 - 景気は次第に回復傾向になったが、米国の原皮輸出制限の実施などで原皮が世界的に高騰し皮革の値上げが相次いだ。これにより革靴の値段を上げざるを得ず、製造コストは上がる反面販売は伸び悩み生産数と販売数がアンバランスになり17%の売上高増になったが利益は前年の補填程度にしかならなかった。さらに製法・デザイン・素材も多様化し多品種少量生産を余儀なくされた。この年さらなる低価格普及品の開発のために英国CIC社よりインジェクション機（射出底型成型機）を導入しポリウレタンインジェクションモールド製法の靴の量産に入った。この商品を「IPシューズ」の名前で発売された。札幌営業所が札幌市北6条東4丁目札幌綜合卸センター内に移転。
1968年 - 後年いざなぎ景気と呼ばれる好景気局面に入る。しかし靴業界は過剰生産や原皮高による価格の上昇などにより激しい市場競争を展開していた。兼ねてからのさらなる製造部門の採算化に向けて淀川工場の閉鎖と本社工場への集約を提案したがスタンダード靴労組から反対をうけ撤回せざるを得なかった。
1969年 - 製造部の採算化へ努力を重ねた。製法別分業化を行い本社工場はグッドイヤー・マッケイ・キングウェルト製法を主体に一部ハイスタン等の高級セメント靴生産用の接着製法を主体とした。高野工場はグッドイヤーを本社に移管しインジェクション生産を集約。淀川工場は接着製法を中心に製造することになった。春の新製品としてヤング向けの新ブランド「イレブン」を11点発表する。栄進産業製の本底にカールフロイデンベルグ社の皮革を使用した本格派であったが、特にカールフロイデンベルグ社起毛素材使用のEL11と淀川工場製のEL13・14は大変好評を得た。アメリカンスタイルの流行に合わせ「ウェスタン」ブランドを復活させた。これにより「ピエールカルダン」「ウィンスロップ」「スタンキング」「フロンティア」「リトリコ」「ハイスタン」「スタンダード」「IP」「イレブン」「ウェスタン」と10ブランドを展開するようになった。
1970年 - 生産部門は高級化を推し進めるためにイタリアの「ウニベルサル・スチレ」社と技術提携をする。
1971年 - ニクソンショックにより円の変動相場制へ移行したため円切り不況が到来した。この頃になると革底の需要がかなり減少し合成底が最盛期を迎えることになる。生産足数のうちセメント製法・IP製法の比率が60%に達するとともにグッドイヤーウェルト製法の靴の生産は著しく低下した。従来の「ハイスタン」「イレブン」を配していた合成底分野のレベルアップをするためにハイグレードビジネスシューズを企画。7月に新商標「エクセル」が発表される。生活密着型を志向しビジネスタイプの「エクセルドレッシー」とタウン向け「エクセルアーバン」の2系統を接着製法とマッケイ製法投入した。特に西川化学の「CPソール」を使用したEX7103（4,800円）とEX7107（5,500円）は大変な人気を呼んだ。商品の多様化とともに3工場の生産だけでは需要を満たすことができなかったため難易度の高いものは本社工場、難易度の低いものは外注協力工場へと切り替えたていたが、この年についに自社生産品より仕入れ商品の方が比率が高くなる結果となった。協力工場とは「栄進産業」「パラマウント製靴」「田中製靴」「ラッキー製靴」「ハルタ製靴」「大黒製靴」「金子芳製靴」などであった。また、この年にはさらなるコスト削減を見越して韓国「エスカイアー」社にクラリーノを使った紳士靴を発注した。
1972年 - 新潟と金沢に出張所を開設。日給制から日給月給制に工員賃金制度を改正する。外注先であった「ラッキー製靴」火災。11月30日に開かれた株主総会において池田和夫が退任し桜井富司が代表取締役に就任した。
1973年 - 春夏のテーマを「歩くよろこび」として開発の重点を「エクセル」に置き機能性重視の開発を進めた。また、新ブランド「ジャンボウイズ」を発表。ST38という従来の靴型を原型に4Eを作成、革靴マッケイの他にクラリーノ甲材の革底製品も開発した。この年に生産足数は877,000足（前年69,000足増）販売足数も841,000足（前年37,000足増）に達し好調な業績だった。11月18日、元代表取締役の磯畑弘太郎が77歳で生涯を閉じた。第一次オイルショック。
1974年 - オイルショックにより卸売物価指数が34%も高騰、当然原材料も高騰し原価は再び上昇した。拡販のためには商品構成を拡大する必要があり積極的に海外ブランドの輸入にも取り組んだ。「モレスキー」「クロケット」「ウニベルサル」などを日本に紹介したが27%の関税がかかりかなりの資金が必要であったため年間輸入量8千足程度は微々たるものであった。6月16日に開かれた新作発表会において人気ブランドである「エクセル」に高級感のある「エクセルロイヤル」手縫いモカを施した「エクセルモカシン」3E/4Eの合成底を採用した「エクセルワイド」を発表した。これに「エクセルドレッシィ」「エクセルアーバン」を加えた5分野を確立した。
1975年 - ピエールカルダンのサブライセンスを販売して10年を迎える。カルダン紳士靴事務局を中心に強力な販売キャンペーンを行う。「kenmoor（ケンモール）」商標登録。
1976年 - ヤング向けに「ワイルドウォーカー」アダルト向けに「ボランテ」を開発。この年を前後して売上高は増加するものの人件費などが吸収できず赤字が続くようになる。高齢臨時工や淀川工場臨時工などの271人の工場人員削減など共に、スタンダード高等学校の生徒募集を停止した。
1977年 - 空前の婦人ブーツのブームだったが、過剰生産がたたってブームの裏に大量の売れ残りを抱えた神戸や浅草の婦人靴メーカーや問屋が倒産に追い込まれる。関連会社の「ヤマト商事」「アサヒ商事」も赤字を計上してしまう。パラマウント製靴の手形が2回目の不渡りになり銀行取引停止になった。本社においても希望退職を含む経営改善策を三労組に提案し5月に大筋合意する（希望退職者約160名）。横浜営業所・千葉出張所・岡山出張所を閉鎖。旧本社工場も解体が終わり遊休地になった西側部を東京都に売却した。近年続くカジュアル化の波に乗って英国ハンテンインターナショナル社と「ハンテン」ブランドをサブライセンスを契約。
1978年 - 全商品にカジュアル志向を取り入れる。ヨーロピアンスタイルが半数を占める傾向になった。この年ついに売上高は100億円（前年より10億以上増収）を突破し、そこに本社遊休土地の売却益も加わり大幅な黒字を計上する。「ウニベルサル」の販売十周年を記念して拡販するためにエコノミー商品の「ロミウニベルサル」を発売する。この年、順調に推移し売上高も111億9200万円となり前期比10.9%増となった。
1979年 - この年「ウニベルサル」「ピエールカルダン」「ボランテ」が好調にスタートする。特にピエールカルダンカジュアルとボランテの手縫いモカへの注文が殺到し予定生産足数を大きく上回る受注が続いた。しかし好調な受注に水を差すように7年ぶりの靴材料の大幅な値上げ要請が出てきた。特に80%も北米から輸入に頼っていた牛革はシカゴ市場の暴騰（コロラドステア（牛原皮）は1972年の2倍の価格）のための値上げで卸値の改定をせざるを得なかった。社の経営改善策の一環でスタンダード高等学校の生徒募集を停止しておりこの年が最後の卒業生となった。1945年に養成部として発足、48年に文部省の認可がおり、翌年に財団法人スタンダード学園が設立された。49年には昼間定時制工業科スタンダード高等学校が開校になった。この廃校まで34年5ヶ月に渡り447名の卒業生を送り出した。
1980年 - テレビ番組『プロ野球・夢の球宴』で「ピエールカルダンカジュアル」がCMに登場、月刊メンズクラブ・月刊宝石・週刊サンケイなど雑誌のカラー広告も積極的に出稿した。エクセル10周年「ありがとうセール」実施、また5万足限定で80年代に生きる男の靴をテーマに開発された「エクセルエイティ」を発売する。新ブランド攻勢は続きアメリカ調の「ケンモール」カジュアルカテゴリーを「グッドラック」に集約。アメリカから「サーギャル」ブランドのデッキシューズを輸入した。高島屋用の「エスパスカルダン」の生産を期に本社工場にてグッドイヤーウェルト製法の機械を再度導入し生産を再開した。技術部が改良型ボローニャ製法を開発し「ウニベルサル」に採用される。この製法はのちに「カトル製法」と呼ばれるようになった。平沼商事が保有していたスイスアレージア社「ウォルターウルフ」ブランドのサブライセンス契約。ヤマト商事が「バンカルデイ」社と技術提携。
1981年 - この年二つのブランドを販売開始する。一つは前年にサブライセンス契約をしたフランク・ウィリアムズ率いるF1コンストラクターであった「ウォルターウルフ」。もう一つは若年層向けの「ヘブン」である。また、15周年を迎えカルダンブランドで450億円まで成長した「ピエールカルダン」も順調に推移した。百貨店などで拡大する海外ブランド需要に応えるために「モレスキー（63,000〜98,000円）」「ウニベルサル（75,000〜87,000円）」「ガルス（25,000〜28,000円）」「サーギャル（24,000〜32,000円）」「カルロス（12,000〜16,000円）」「ブルゾーニ（27,000〜28,000円）」なども積極的に展開した。1978年の婦人ブーツブームが去った後に急激に業績が悪化した「ヤマト商事」が、累計損失2億7000万円を抱え負債を9割弁償することの了解を得て自主廃業した。スタンダード高等学校跡地を日商岩井に売却し売却益を得たものの、ブランド経費などの増加分を吸収できずにこの年は2億2000万円の経常損失を計上してしまった。この結果を受け、9月に数々の功績を残した池田和夫が相談役を退任した。12月22日、累積赤字の解消を図るために大和銀行から辰巳茂を迎い入れ、定時株主総会及び取締役会で桜井富司が社長を退任し取締役相談役に、新社長に辰巳が就任した。

### 新社長のもと企業体質の改善に取り組むが累積赤字は拡大し労組と対立する
1982年 - 辰巳社長が中期経営計画を発表する。商品企画課専門事務所を浅草7丁目にある白井ビルに移す。「ダックス」サブライセンス契約。アメリカトラッドの流れを取り入れるために新ブランドを開発。社内公募により昭和30年代に人気を博した「フーバー」を冠したブランド「フーバー2」を発表。足の甲が高いハイトタイプを追加した「ハイトエクセル」を発表。
1983年 - 春夏商品より複数のサブブランドを持っていた「エクセル」（ロイヤル・アーバン・ドレッシィ・ワイド・モカシン・ノンスリップ・ミロード）を「エクセル」ブランドに統一。三月の展示会において帝人と帝三製薬が開発した持続性防菌機能を持っているタイジーガードを持った中底を使用した「ダックス」「エクセル」を発表。カルフォルニア式製法を採用した「ウォルターウルフ」など業績回復のために新商品を多数投入した。しかし商品構成は同業他社へ優位性を持ったとはいえず、中期計画の修正程度ではすまないほど経常損失を計上し業績回復には厳しい道のりであった。これに伴い生産部門も、接着・製甲・金型作成・底材加工を分離して子会社化、本社工場は高級品に特化する合理化を進めた。新会社への転属希望者や新体制での人員計画もたてられ社内の減量化を急いだ。本社工場東側の遊休地、約1050坪を売却する準備を始めた。12月29日に婦人部を設立。淀川工場が大阪市のリバーサイド計画（淀川再開発計画）による移転が決定する。
1984年 - アメリカンローファーのオリジンである「（G.H.）バス」を輸入開始。社内労組（スタンダード靴職員組合・スタンダード靴大阪労働組合・スタンダード靴労働l組合）に提案した経営改善案はこの年に人員削減案の修正で労使交渉は決着をみた。労組との交渉と並行して生産部門の一部分離は着々と進められ、5月8日に資本金1千万円で「日本エクセル株式会社」が大阪の淀川工場移転先の大阪市南津守5丁目に設立された。また、本社工場のセメント製法部門を切り離し移管する「株式会社エトワールジャパン」も設立された。この会社は太平洋戦争末期に本社工場の疎開先であった埼玉県幸手町に分工場をおいた際に従業員用に社宅用地として借地していた埼玉県北葛飾郡杉戸町大字下野に社屋は建設され9月28日から従業員35名と共に稼働を始めた。紳士靴、婦人靴の底材材料を加工販売することを目的とした「日本パーツ株式会社」も越谷市大字袋山に設立された。この様な生産部門の切り離しにより企業体質は大きく改善されていった。新会社の分割とともに本社工場の再編も進んだ。甲才・製甲部門は重要部分を残して縮小し、これに伴い生じた余剰人員は材料調達部門や底付部門に配置換えした。これにより靴資材納入業者により結成されていた「スタンダード会」は発展的解散を議決し27年の歴史に幕を閉じた。新潟出張所が新潟支店に昇格。
1985年 - 大阪支店社屋（大阪市東区安土町）から心斎橋筋の野村ビル（大阪市中央区博労町3丁目）へ移転することを発表。スタンダードショップ第1号店を大阪支店に併設。「アサヒ商事」は業績が振るわず多大なる赤字を計上する状態であったので営業縮小を行なっていたが社員6名が退職を申し出たため残り2名を嘱託社員とし関西地区販売代理店として事業を縮小継続した。この年収益増加策が功を奏し婦人靴の売上高も目標の4億にはわずかに届かなかったが3億9000万円まで倍増。利益率は前年比4.2%増の21.2%に向上した。「アクタイム」「レディエクセル」を販売開始。12月に日米皮革交渉がIQ制からTQ制に移行する事が合意。
1986年 - 4月1日より輸入数量制限制（IQ制）が撤廃され関税割当制度（TQ制）へと移行した。完全自由化に対応しうる企業体質を築きため、東京大手町ビル地下街の元三好商事跡を利用して直営店「スタンダードショップミヨシ店」を開店（首都圏第一号店）。更に直営店と同時に本社工場内にリペア係を置き靴修理事業の展開も計画した。東京駅前八重洲地下街にリペアショップ「シュークリニックアイビー」をオープンさせた。活き活きとしたという意味の「ヴィバーチェ」が登場。「マリオジョルノ」「オブジェ」を販売開始。

### 長期ビジョン「スタンダード21計画」スタートと忍び寄る影
1987年 - 21世紀を展望した「スタンダード21計画」スタート。パラマウント製靴が倒産した後にパラマウント製靴労組との間に係争になっていたがこの年10月に和解が成立。社の不動産売買などを担当する「エスエス興業株式会社」設立。有力取引先であった「田中製靴」は多額の未処理損失を抱え債務超過により倒産。連鎖倒産を避けるために50％の債権放棄と同社の土地、建物、描き設備を買受けることで救済した。旧「田中製靴」の従業員を再雇用し「カントリーシューズ株式会社」として新たなるスタートを切った。1986年にスタートしたリペア事業は上野駅構内、品川、赤坂に順次出店を計画し「スタンシューショップサービス株式会社」を設立した。「ルイフェロー」を発表。スタンダード靴チェーン東京ブロック会がその役目を終え35年の歴史に幕を閉じた。
1988年 - 浅草本部事務所兼ショールームが手狭になったため東京日本橋人形町フローラルビルに移転し東京本社開設。1月に「アサヒ商事」が解散。
1989年 - 昭和天皇が崩御。「株式会社エトワールジャパン」へ出向していた社員を東京本社工場へ復帰。これに伴い本社工場の5種（グッドイヤー・マッケイ・アウトステッチ・プラット・セメント）同一ラインで製造していた製造工程を効率を高めるため、2つ（マッケイ専門とその他）のラインに分割することになった。一方、商品企画部には島精機製作所と共同開発したコンピューターグラフィックを導入し開発の効率化をはかった。機械設備の増強のため子会社三社を増資「日本エクセル株式会社」（新資本金2千万）「エトワールジャパン」（新資本金2千万円）「日本パーツ」（新資本金1千万円）になった。この年「カントリーシューズ」のみ増収減益だったが、その他の子会社は全て増収増益になったため「エトワールジャパン」に出向していた社員は本社を退職後に「エトワールジャパン」に転職した。この年の連結決算は122億110万円（前期比108.4%）経常利益5億3400万円（前期比137.9%）と累積赤字の解消へ弾みをつけた。中国へ生産拠点の拡大のために準備をしていたが天安門事件の発生により一時中断せざるを得なくなった。
1990年 - 米国の立牛の減少と韓国企業のスポーツシューズ向けの大量買い付けなどでシカゴ原皮相場が37%上昇しさらに円安も加わったため材料価格は高騰し、このため商品価格を値上げした。紳士部門の強化のためにディミトリーオブイタリー社とコンサルティング契約し新ブランド「ディミトリー」を発売。「スタンダード靴（株）ミラノ駐在事務所」を設立。5億円に増資。この年売上高が145億円になり過去最高の増収増益、ついに累積赤字は解消された。
1991年 - ミラノの情報を元に「フランコギャレリア」を発表し「ヴィバーチェ」「エクセル」「フーバー」「オブジェ」「アクタイム」の自社ブランドと「カルダン」「ダックス」「ウォルターウルフ」「ハンテン」のライセンス商品、「モレスキー」「R&M」「カスパ」「フォレステ」「ロッシ」「キアイア」の輸入ブランドという構成になった。三越が台湾に進出するのに呼応して「台湾スタンダード靴株式会社」を設立。新光三越にテナント出店する商談も進んだ。
1992年 - 東京学芸大教授の渡辺雅之の指導で健康志向を追求した「エクセルヘルシーウォーク」を開発した。
1993年 - 創業70周年を翌年に控え記念ブランドとして「スタンデューク」を発表。STANDARD+DUKE（侯爵）という意味の気品ある商品として社内ネーミングコンテストで選ばれた。グッドイヤー製法（ロイヤル6型 23,000円）マッケイ製法（デューク8型 16,800  円）セメント及びサイドステッチ製法（グレンフィールド6型 13,800〜17,800円）の3グレードで発売された。
1994年　創業70周年を迎える。「スタンダード靴七十年史」刊行。

### 民事再生法の適用とその後
1998年 - 2月16日「経営再建計画提案」労組に提案。早期退職優遇制度による50歳以上の労働者に対する50人の希望退職募集、98年の昇給停止、98年の夏・冬一時金は各1カ月、退職金規程の改定。東京工場などが存在する1680坪の土地売却と東京工場の将来移転計画も同時に提案された。これに対し労働組合は「白紙撤回」を求めて闘うことを決定した。
2月17日 - 臨時大会で95.9％の高率でスト権確立しストライキに突入。
2月24日 - スタンダード靴株式会社は民事再生法の適用を申請。
3月18日 - 牧野社長が「早期退職優遇制度」による退職者の募集を打ち切ることを表明。
この後、事業は「株式会社スタンダード・ホールディング」（代表者:積山洋治）に引き継がれた。この年久留米の老舗靴メーカー「株式会社アサヒコーポレーション」の民事再生法適用や、翌年1999年に「ユニオンロイヤル」が会社更生法を申請するなど、大手靴メーカーに倒産が多発した。
2003年2月14日 - 「株式会社スタンダード・ホールディング」負債43億円を計上し民事再生法適用を申請。5月30日に清算へ移行。
2003年9月1日 - 一部従業員のもと「株式会社スタンダード・ホールディング」の商標権などを移管し「有限会社ニュースタンダード」(代表者:小西健悦・坂本幸一)を発足。
2004年10月17日 - スタンダード靴労働組合の解散大会。
2007年　「有限会社ニュースタンダード」を清算。「エクセル」「スタンデューク」「ヴィバーチェ」「フランコギャレリア」「アクタイム」など19の商標権を譲渡する。ここで1924年の創業から約80年の長い歴史に幕を降ろすことになる。

### 休眠から復活
2017年 - スタンダード高等学校を卒業し「スタンダード靴株式会社」「株式会社スタンダード・ホールディング」では商品企画部に在籍、「有限会社ニュースタンダード」取締役だった赤石秀雄が、本格的にブランド復興に取り組む。 
2018年 - グッドイヤーウェルト製法の紳士靴を発表。 
2019年 - IVY世代・トラッド世代の聖地、銀座テイジンメンズショップにて再び展開を始める。